# 29e cérémonie des Critics' Choice Movie Awards
La 29e cérémonie des Critics' Choice Movie Awards (ou BFCA Awards), décernés par la Broadcast Film Critics Association a lieu le 14 janvier 2024 et récompense les films sortis en 2023.
Les nominations ont été annoncées le 13 décembre 2023.

## Palmarès

### Meilleur film
- Oppenheimer
  - Fiction à l'américaine (American Fiction)
  - Barbie
  - La Couleur pourpre (The Color Purple)
  - Winter Break (The Holdovers)
  - Killers of the Flower Moon
  - Maestro
  - Past Lives
  - Pauvres Créatures (Poor Things)
  - Saltburn

### Meilleur réalisateur
- Christopher Nolan – Oppenheimer
  - Bradley Cooper – Maestro
  - Greta Gerwig – Barbie
  - Yórgos Lánthimos – Pauvres Créatures (Poor Things)
  - Alexander Payne – Winter Break (The Holdovers)
  - Martin Scorsese – Killers of the Flower Moon

### Meilleur acteur
- Paul Giamatti pour le rôle de Paul Hunham dans Winter Break (The Holdovers)
  - Bradley Cooper pour le rôle de Leonard Bernstein dans Maestro
  - Leonardo DiCaprio pour le rôle de Ernest Burkhart Killers of the Flower Moon
  - Colman Domingo pour le rôle de Bayard Rustin dans Bayard Rustin (Rustin)
  - Cillian Murphy pour le rôle de J. Robert Oppenheimer dans Oppenheimer
  - Jeffrey Wright pour le rôle de Thelonious "Monk" Ellison dans Fiction à l'américaine (American Fiction)

### Meilleure actrice
- Emma Stone pour le rôle de Bella Baxter dans Pauvres Créatures (Poor Things)
  - Lily Gladstone pour le rôle de Mollie Burkhart dans Killers of the Flower Moon
  - Sandra Hüller pour le rôle de Sandra Voyter Anatomie d'une chute
  - Greta Lee pour le rôle de Nora Moon dans Past Lives
  - Carey Mulligan pour le rôle de Felicia Montealegre dans Maestro
  - Margot Robbie pour le rôle de Barbie dans Barbie

### Meilleur acteur dans un second rôle
- Robert Downey Jr. pour le rôle de Lewis Strauss dans Oppenheimer
  - Sterling K. Brown pour le rôle de Clifford "Cliff" Ellison dans Fiction à l'américaine (American Fiction)
  - Robert de Niro pour le rôle de William King Hale Killers of the Flower Moon
  - Ryan Gosling pour le rôle de Ken dans Barbie
  - Charles Melton pour le rôle de Joe Yoo dans May December
  - Mark Ruffalo pour le rôle de Duncan Wedderburn dans Pauvres Créatures (Poor Things)

### Meilleure actrice dans un second rôle
- Da'Vine Joy Randolph pour le rôle de Mary Lamb dans Winter Break (The Holdovers)
  - Emily Blunt pour le rôle de Kitty Oppenheimer dans Oppenheimer
  - Danielle Brooks pour le rôle de Sofia La Couleur pourpre (The Color Purple)
  - America Ferrera pour le rôle de Gloria dans Barbie
  - Jodie Foster pour le rôle de Bonnie Stoll dans Insubmersible (Nyad)
  - Julianne Moore pour le rôle de Gracie dans May December

### Meilleur espoir
- Dominic Sessa pour le rôle de Angus Tully dans Winter Break (The Holdovers)
  - Abby Ryder Fortson pour le rôle de Margaret Simon dans Dieu, tu es là ? C'est moi, Margaret (Are You There God? It's Me, Margaret.)
  - Ariana Greenblatt pour le rôle de Sasha Barbie
  - Calah Lane pour le rôle de Noodle dans Wonka
  - Milo Machado-Graner pour le rôle de Daniel Maleski dans Anatomie d'une chute
  - Madeleine Yuna Voyles pour le rôle de Alpha-Omega dans The Creator

### Meilleure distribution
- Oppenheimer
  - Air
  - Barbie
  - La Couleur pourpre (The Color Purple)
  - Winter Break (The Holdovers)
  - Killers of the Flower Moon

### Meilleur scénario original
- Greta Gerwig et Noah Baumbach – Barbie
  - Todd Field – May December
  - Alex Convery – Air
  - Bradley Cooper et Josh Singer – Maestro
  - David Hemingson – Winter Break (The Holdovers)
  - Celine Song – Past Lives

### Meilleur scénario adapté
- Cord Jefferson – Fiction à l'américaine (American Fiction)
  - Kelly Fremon Craig – Dieu, tu es là ? C'est moi, Margaret (Are You There God? It's Me, Margaret.)
  - Andrew Haigh – Sans jamais nous connaître (All of Us Strangers)
  - Tony McNamara – Pauvres Créatures (Poor Things)
  - Christopher Nolan – Oppenheimer
  - Eric Roth et Martin Scorsese – Killers of the Flower Moon

### Meilleure photographie
- Hoyte van Hoytema – Oppenheimer
  - Matthew Libatique – Maestro
  - Rodrigo Prieto – Barbie
  - Rodrigo Prieto – Killers of the Flower Moon
  - Robbie Ryan – Pauvres Créatures (Poor Things)
  - Linus Sandgren – Saltburn

### Meilleur montage
- Jennifer Lame – Oppenheimer
  - William Goldenberg – Air
  - Nick Houy – Barbie
  - Yorgos Mavropsaridis – Pauvres Créatures (Poor Things)
  - Thelma Schoonmaker – Killers of the Flower Moon
  - Michelle Tesoro – Maestro

### Meilleurs costumes
- Jacqueline Durran – Barbie
  - Lindy Hemming – Wonka
  - Francine Jamison-Tanchuck – La Couleur pourpre (The Color Purple)
  - Holly Waddington – Pauvres Créatures (Poor Things)
  - Jacqueline West – Killers of the Flower Moon
  - Janty Yates et David Crossman - Napoléon

### Meilleurs maquillages et coiffures
- Barbie
  - La Couleur pourpre (The Color Purple)
  - Maestro
  - Oppenheimer
  - Pauvres Créatures (Poor Things)
  - Priscilla

### Meilleurs effets visuels
- Oppenheimer
  - The Creator
  - Les Gardiens de la Galaxie Vol. 3
  - Mission impossible : Dead Reckoning
  - Pauvres Créatures (Poor Things)
  - Spider-Man: Across the Spider-Verse

### Meilleure direction artistique
- Sarah Greenwood et Katie Spencer – Barbie
  - Suzie Davies et Charlotte Dirickx – Saltburn
  - Ruth De Jong et Claire Kaufman – Oppenheimer
  - Jack Fisk et Adam Willis – Killers of the Flower Moon
  - Shona Heath, Zsuzsa Mihalek et James Price – Pauvres Créatures (Poor Things)
  - Adam Stockhausen et Kris Moran – Asteroid City

### Meilleure musique de film
- Ludwig Göransson – Oppenheimer
  - Jerskin Fendrix – Pauvres Créatures (Poor Things)
  - Michael Giacchino – Le Cercle des neiges (La sociedad de la nieve)
  - Daniel Pemberton – Spider-Man: Across the Spider-Verse
  - Robbie Robertson – Killers of the Flower Moon (à titre posthume)
  - Mark Ronson et Andrew Wyatt – Barbie

### Meilleure chanson originale
- I'm Just Ken – Barbie
  - Dance the Night – Barbie
  - Peaches – Super Mario Bros., le film (The Super Mario Bros. Movie)
  - Road to Freedom – Bayard Rustin (Rustin)
  - This Wish – Wish : Asha et la Bonne Étoile (Wish)
  - What Was I Made For? – Barbie

### Meilleur film d'animation
- Spider-Man: Across the Spider-Verse
  - Le Garçon et le Héron (Kimi-tachi wa dō ikiru ka)
  - Élémentaire (Elemental)
  - Nimona
  - Ninja Turtles: Teenage Years (Teenage Mutant Ninja Turtles: Mutant Mayhem)
  - Wish : Asha et la Bonne Étoile (Wish)

### Meilleure comédie
- Barbie
  - Fiction à l'américaine (American Fiction)
  - Bottoms
  - Winter Break (The Holdovers)
  - Le Challenge (No Hard Feelings)
  - Pauvres Créatures (Poor Things)

### Meilleur film en langue étrangère
- Anatomie d'une chute -  France (en français) 
  - Godzilla Minus One -  Japon (en japonais) 
  - Perfect Days -  Japon (en japonais) 
  - Le Cercle des neiges (La sociedad de la nieve) -  Espagne (en espagnol) 
  - La Passion de Dodin Bouffant -  France (en français) 
  - La Zone d'intérêt (The Zone of Interest) -  Royaume-Uni